# Filozofie lásky (Patrizi)
Filozofie lásky (orig. L'amorosa filosofia) je nedokončený dialog Franceska Patriziho, kde chorvatský filosof vyjádřil své etické názory.

## Obsah
Dialog byl poprvé vydán knižně v roce 1963 podle rukopisu, který Patrizi napsal roku 1577. Hlavním obsahem dialogu jsou řeči jeho hrdinky Tarquinii Molzové. Etické učení, které Patrizi v tomto díle rozvíjí, se zakládá na pojmu „filautia“, tj. na řeckém termínu označujícím lásku k sobě samému. „Filautia“ je
| „                                                                  | počátek, zdroj i základ všech ostatních druhů lásky, všech citů naší duše i všech myšlenek a všech činů. | “ |
| — Francesco Patrizi: L'amorosa filosofia. Firenze, 1963, str. 102. | |   |

Tento všeobecný cit je vlastní nejen lidem, ale všem bytostem a předmětům tohoto světa, jak oduševněným, tak neoduševněným. „Filautia“, přeměněná ve všeobecný zákon, je základem veškeré morálky. Právě pro lásku k sobě mají lidé milovat bližního.

## Význam
Patriziho Filozofie lásky, která se dotýká jedné z nejvyšších křesťanských ctnosti a vykládá ji téměř v epikurovském duchu, pokračuje v tradici humanistického individualismu, tj. osobní dobro se stává měřítkem mravnosti. Etika Franceska Patriziho se staví nejen proti populárnímu platónismu, ale i proti ortodoxně katolickým názorům. Přejímá a rozvíjí ideu sebezáchovy jako základu morálky, obsaženou ve filozofii Bernardina Telesia, avšak postupuje mhohem dál směrem k radikálnějšímu naturalismu.

#### Primární literatura
- Francesco Patrizi. L'amorosa filosofia. Firenze, 1963.

#### Sekundární literatura
v češtině
- GORFUNKEL, Aleksandr Chaimovič, 1987. Renesanční filozofie (původním názvem: Filosofija epochi vozroždenija). Překlad : Otto Vochoč. 1. vyd. Praha: Svoboda. 377 s. Kapitola „Etika filautie“, s. 271–272.

v cizích jazycích
- J. Ch. Nelson. Renaissance Theory of Love. N. Y., 1958. (anglicky)
- Vasoli, Cesare. “«L’AMOROSA FILOSOFIA» DI FRANCESCO PATRIZI E LA DISSOLUZIONE DEL MITO PLATONICO DELL’AMORE.” Rivista Di Storia Della Filosofia (1984-), vol. 43, no. 3, 1988, pp. 419–41. JSTOR, http://www.jstor.org/stable/44023526. Accessed 30 May 2023. (italsky)
- КУЗНЕЦОВ, Б. Г., 1974. История философии для физиков и математиков. 1. vyd. Moskva: Nauka. 352 s. Dostupné online. Kapitola „Metafyzika lásky“, s. 192–196. (rusky)